# 大和田秀樹
大和田秀樹（日语：おおわだ ひでき，1969年9月19日—），日本漫畫家。

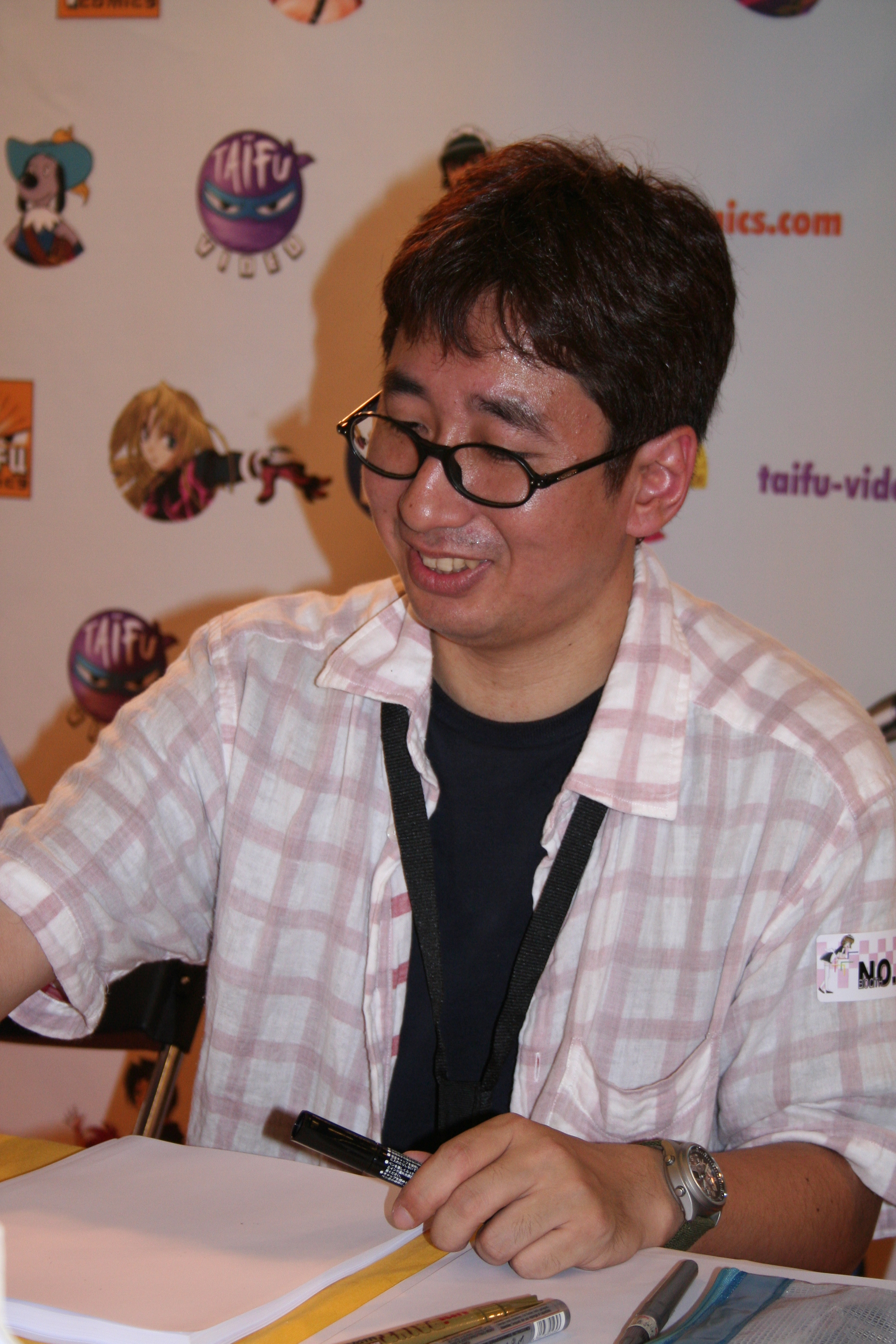
大和田秀樹

茨城縣立土浦第一高等学校畢業、東北大学工学部肄業。主要在角川書店與秋田書店的少年漫畫雜誌連載漫畫，出道作品為《爆瘋甲子園》。

## 作品一覽
- 爆瘋甲子園（たのしい甲子園）（1999-2000年。全5卷，大然文化代理臺灣中文版）
- 警死廳24時（2001-2004年。全6卷，長鴻出版社代理臺灣中文版）
- 大魔法峠（2002、2004、2006、2008年。全4卷，長鴻出版社代理臺灣中文版）
- 天外足球（HEAVENイレブン）（2003-2004年。全5卷，長鴻出版社代理臺灣中文版）
- 海灘女排隊（ビーチできゅ～♥）（2004年。全1卷，東立出版社代理臺灣中文版）
- 野獸社員月島（野獣社員ツキシマ）（2004年- 2卷 未完，長鴻出版社代理臺灣中文版）
- 機動戰士：鋼彈桑（機動戦士ガンダムさん）（2005年- 7卷 未完，台灣角川代理臺灣及香港中文版）
- 空想道具狂（マカイど〜）（2004年- 2卷 未完，台灣角川代理臺灣及香港中文版）
- 小泉麻將傳說（ムダヅモ無き改革）（2006年- 2015年。全16卷。台灣角川代理臺灣及香港中文版）
- 萌系魔法師（ドスペラード）（2006-2007年 1卷，長鴻出版社代理臺灣中文版）
- 暴走空姐（ぶっちぎりCA）（2007-2008年。全5卷，台灣角川代理臺灣及香港中文版）
- 便便老師（うんP先生）（2009年- 2卷 未完，台灣角川代理臺灣及香港中文版）
- 謠言終結天使 輻射美少女（風評破壊天使ラブキュリ）（2012-2013年。全1卷，台灣角川代理臺灣及香港中文版）
- （2009年- 未完）
- （2014年- 未完）
- （2017年- 未完）

## 外部連結
- -官網（日語）